# コール・ジェーン -女性たちの秘密の電話-
『コール・ジェーン -女性たちの秘密の電話-』（原題：Call Jane）は、2022年制作のアメリカ合衆国の映画。
1960年から1970年代初頭にアメリカ・シカゴで人工妊娠中絶を希望する女性たちを救った実在した女性団体「ジェーン」（Jane Collective）をモチーフにした映画。

## あらすじ
1960年代のアメリカ。主婦のジョイは2人目の子どもを妊娠するが、検診の中で心臓の病が判明。自身の命を取るか子どもを中絶するかを選ばざるを得なくなったジョイは夫と相談の結果、中絶することを決める。
だが中絶は違法とされているため、中絶を医師に依頼しても次々に断られる。そんな中、ジョイは街で見かけた張り紙から、アンダーグラウンドで中絶を手助けする女性組織「ジェーン」の存在を知る。

## キャスト
- ジョイ：エリザベス・バンクス
- バージニア：シガニー・ウィーバー
- ウィル：クリス・メッシーナ
- ラナ：ケイト・マーラ
- グウェン：ウンミ・モサク（英語版）
- ディーン：コーリー・マイケル・スミス
- シャーロット：グレイス・エドワーズ
- Detective Chilmark：ジョン・マガロ
- Sister Mike：アイダ・タートゥーロ
- エリン：ビアンカ・ダンブロジオ
- Director Richardson：ブルース・マックヴィッティ（英語版）
- イーディ：レベッカ・ヘンダーソン（英語版）
- マリオン：Maia Scalia
- Officer White：Sean King
- サンドラ：Alison Jaye
- クレア：Kristina Harrison